# Ixora treubii
Ixora treubii är en måreväxtart som beskrevs av Cornelis Eliza Bertus Bremekamp. Ixora treubii ingår i släktet Ixora och familjen måreväxter. Inga underarter finns listade i Catalogue of Life.